# Siretu (Săucești), Bacău
Siretu (în trecut, Cățelești) este un sat în comuna Săucești din județul Bacău, Moldova, România.

## Galerie foto

Monumentul Eroilor
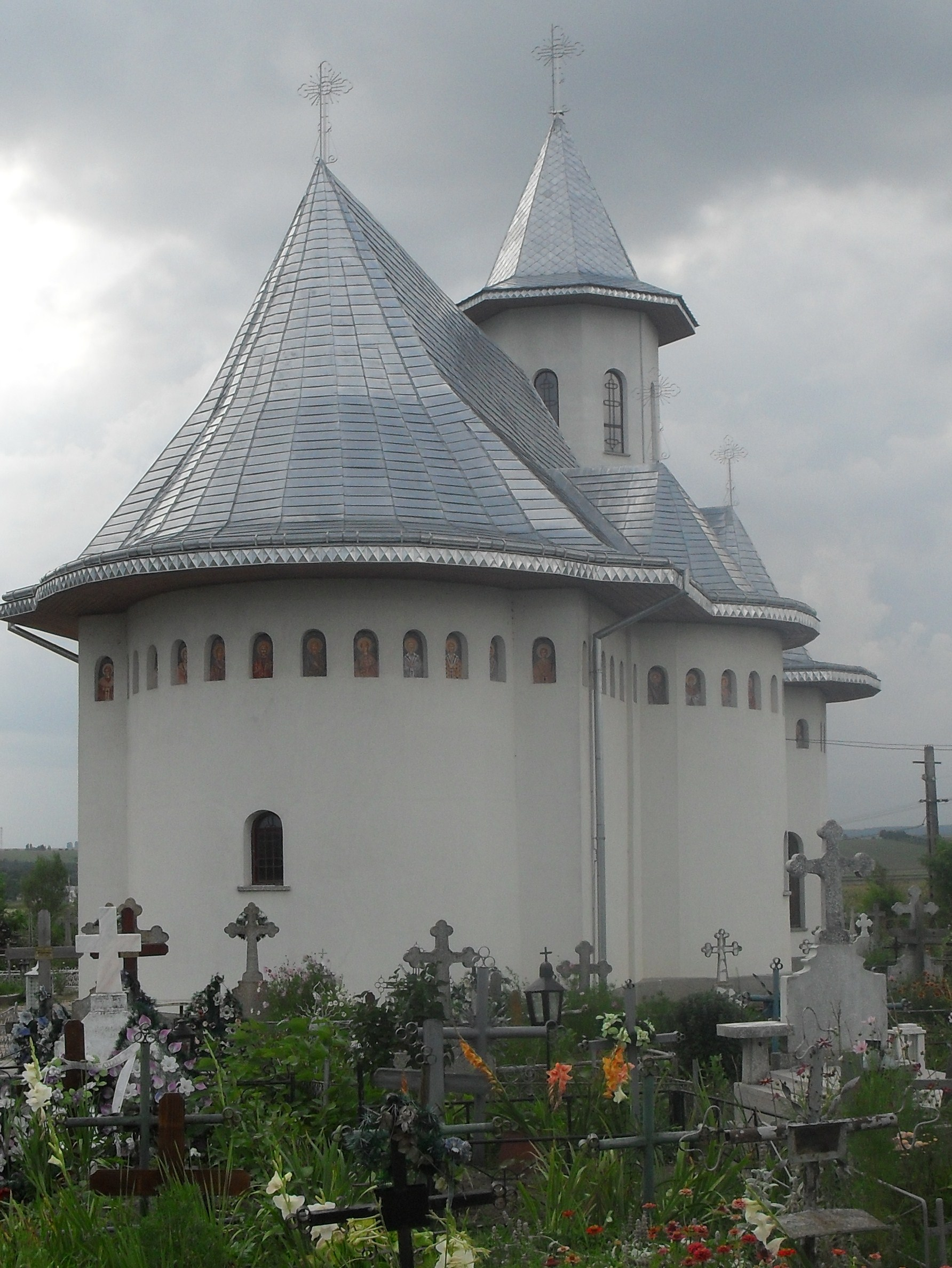
Biserica Ortodoxă